# Inceptor
Inceptor es un género de arañas araneomorfas pertenecientes a la familia Agelenidae. 
Las especies de este género se encuentran atrapadas en el ámbar del Mar Báltico. Datan del Paleógeno.

## Especies
Según The World Spider Catalog 12.0:
- †Inceptor aculeatus Petrunkevitch, 1942
- †Inceptor dubius Petrunkevitch, 1946